# سس شبدری
سس شبدری، سس آویشنی (نام علمی: Cuscuta epithymum) نام یک گونه از سرده سس است.